# Pseudoschoenus
Pseudoschoenus  (C.B.Clarke) Oteng-Yeb.  é um género botânico pertencente à família Cyperaceae.
O gênero é composto por uma única espécie:

## Espécie
- Pseudoschoenus inanis